# Carl Cederström (läkare)

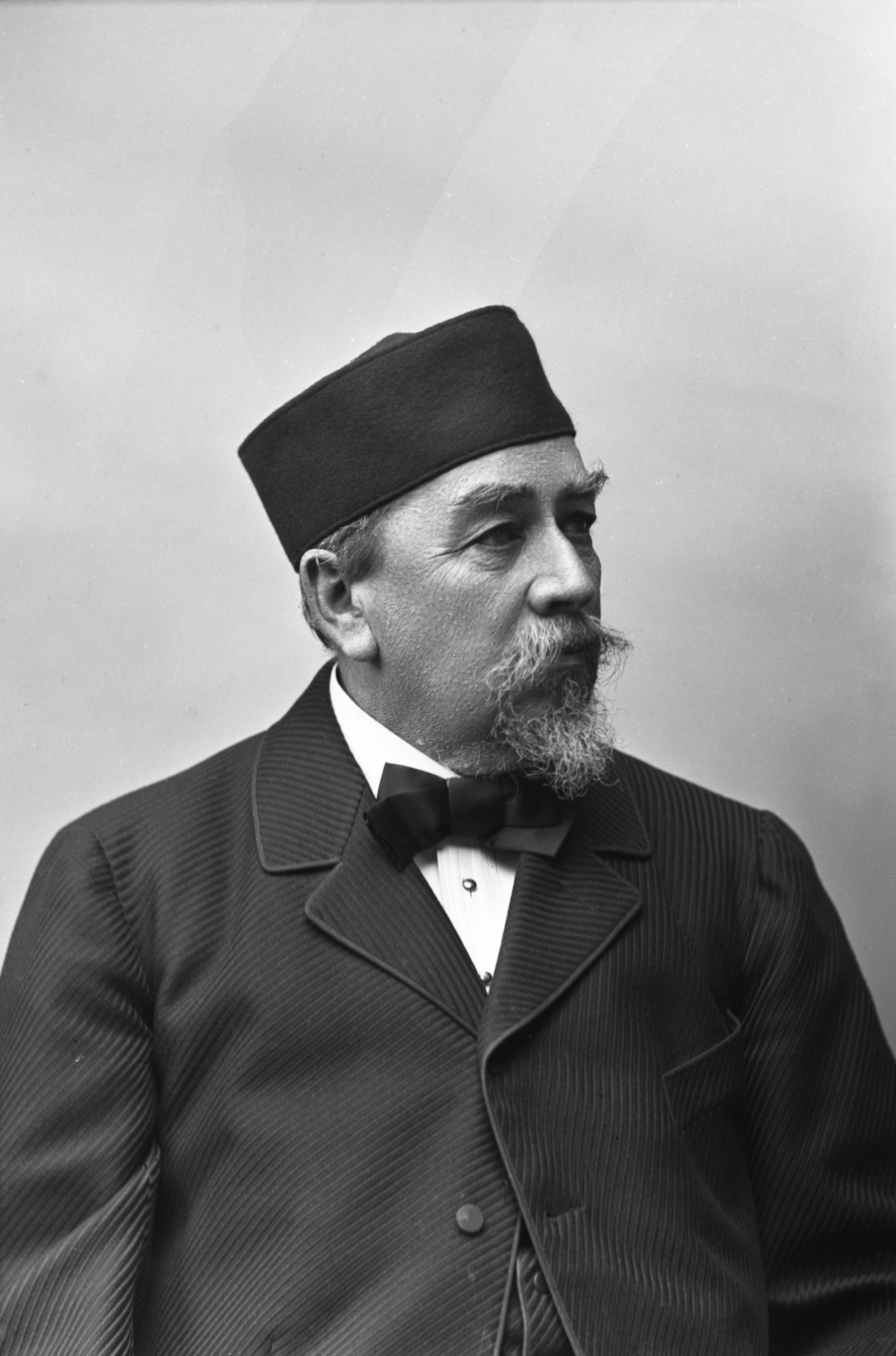
Carl Cederström fotograferad av Karlstadsbaserade fotografen Anna Ollson.

Carl Gustaf Cederström, född 16 september 1830 i Segerstads socken, Värmlands län, död där 5 juli 1900, var en svensk friherre, läkare och kommunalpolitiker. Han var son till Carl Cederström, och svåger med Knut Henning Gezelius von Schéele och Carl Fabian Björling.

## Biografi
Cederström var elev vid Uppsala lyceum och blev student vid universitetet där 1846. Han blev filosofie kandidat och magister 1851, varpå han bedrev medicinska studier i Uppsala och vid Karolinska institutet och blev medicine kandidat 1856, medicine licentiat 1859, kirurgie magister 1860 och medicine doktor samma år. Åren 1861–1863 företog Cederström utrikes studieresor genom Danmark, Tyskland, Österrike, Italien, Frankrike och Schweiz. Han var underläkare vid allmänna garnisonssjukhuset, vid Stockholms garnisons kolerasjukhus och sjuhusläkare vid kolerasjukvården i Skaraborgs län 1853, amanuens och underläkare vid Serafimerlasarettet 1860–61 samt läkare vid brunnsinrättningen i Berzelii park i Stockholm somrarna 1864–1867. Han var tillförordnad fattigläkare vid Jakob och Johannes församling, extra bataljonsläkare vid Svea artilleriregemente 1864 och deltog vid riksdagen 1865–1866. 
Cederström var biträdande läkare vid allmänna elektricitetsinrättningen i sundhetskollegiets lokal 1865–1868, extra bataljonsläkare vid andra livgardet 1866, vid skärgårdsartilleriet i Stockholm 1866 och 1868 samt vid pontonjärbataljonen fram till 1867. Han var därefter stadsläkare i Strömstad 1868–1878 och badläkare där, intendent vid Strömstads badinrättning 1869–1887. Cederström var även läkare vid länslasarettet 1870–1878 och stadsfullmäktig i Strömstad 1870–1878, 1871–1878 som ordförande och under den tiden bland annat ordförande i byggnads- och hälsovårdsnämnderna 1875–1878 och vice ordförande i nödhjälpskommitén i samband med Strömstads brand 1876–1878. Han var vice ordförande i skolrådet i Strömstad 1871–1878.
Utöver skrifter om medicin och hälsa skrev han även artiklar om zoologi, däribland fåglar, däggdjur och skalbaggar, men även om historia och fornminnen och han hade själv en stor samling arkeologiska artefakter.
År 1878 bosatte han sig på Bråte säteri i födelsesocknen och var ordförande i Segerstads sockens kommunalnämnd 1881–1882 samt ordförande i Värmlands läns fiskeristyrelse från 1891 och vice ordförande i Värmlands läns hushållningssällskap.
Cederström var från 1860 ledamot av Svenska läkaresällskapet och blev 1895 riddare av Vasaorden.